# Rebecca Verwerich
Rebecca Verwerich (geboren 1968 in Kleve) ist eine deutsche Fernsehmoderatorin.
Nach dem Abitur in Emmerich studierte sie Germanistik und Philosophie in Essen und Heidelberg. In ihrer Studienzeit arbeitete sie bei der Rheinischen Post und später für den WDR-Hörfunk. Danach wurde sie Volontärin beim NDR, später Redakteurin. Sechs Jahre blieb sie im Norden und moderierte zum Beispiel das Mittagsmagazin im Radio bei NDR 2. Zuletzt kehrte sie wieder zum WDR zurück und moderiert dort im Wechsel mit anderen die Sendung WDR aktuell.
Verwerich ist verheiratet und Mutter. Die Familie lebt am Niederrhein.